# Acrocercops karachiella
Acrocercops karachiella là một loài bướm đêm thuộc họ Gracillariidae. Nó được tìm thấy ở Pakistan. Nó được miêu tả bởi H.G. Amsel năm 1968.